# ニュースシャトル
『ニュースシャトル』は、1987年（昭和62年）10月19日から1989年（平成元年）9月29日までテレビ朝日系列局で放送された平日夕方のニュース番組である。
『ANNニュースレーダー』の後番組。開始当初のキャッチコピーは、「なんだ、なんだの、ナナ・ニイ・マル。」。

## 概要
当時はテレビ東京を除き、当時各局横並びで18時台に放送されていた夕方のニュース番組をゴールデンタイムにあたる19時台に移した編成と、女優である星野知子がメインキャスターに起用されたことや番組冒頭の星野のセリフ「7時20分、ニュースシャトルです」で注目を集めた。エンディングテーマは高中正義の「SMOOTHER」が使用された。
番組名は、平日夜のニュース番組『ニュースステーション』（駅・根拠地）と関連付けて「シャトル」（定期便）とした。オープニング映像、CM前のロゴにはスペースシャトル類似のアニメーションを採用していた。
開始当初は19時20分から20時00分までの放送であったが、当時の19時台は『NHKニュース』（現・『NHKニュース7』）が支持されており、また他局はアニメやバラエティ番組、プロ野球中継などの強力なソフトがそろう激戦区でもあり苦戦。ニュースシャトル開始にともない、20時54分から放送されていたスポットニュース『ANNニュース』は平日のみ放送終了。1989年のニュースシャトル18時台移動まで平日17時55分から、関東ローカルのスポットニュース枠として移動した。
放送開始から1年半後の1989年（平成元年）4月3日には放送時間を他局と同じ18時台に移動し、星野以外の出演者や企画を一新するも、視聴率面で『FNNスーパータイム』（フジテレビ）など裏番組に苦戦し、18時台移動からわずか半年後の1989年9月29日に終了を余儀なくされた。後番組には、NHKを退局し、テレビ朝日と専属契約を結んだ千田正穂をメインキャスターに起用した『600ステーション』がスタート。
番組開始直後の1987年（昭和62年）10月23日放送分から1989年3月31日放送分まで、毎週金曜日は星野の挨拶の後すぐに「データフラッシュ」のコーナーがあり、本やCD等の売り上げランキングを紹介していた。このコーナーは本番組が18時台に移動した際に『はなきんデータランド』との番組名で独立化され、同番組は1996年（平成8年）3月22日まで放送された。

### 本番組の開始による影響

#### 主な番組枠への影響
- 新・水曜スペシャル（水曜19:00 - 20:51の単発番組）

本番組の開始時刻が18時に繰り上がる1989年3月まで一旦水曜日の単発枠は廃止された。そのため水曜20時枠は『ナイトライダー』(1988年2月まで)→『ビートたけしのスポーツ大将』(第2期)(同年2月10日から)となった。
- 藤子不二雄ワイド（火曜19時台。『パーマン』『プロゴルファー猿』『エスパー魔美』のコンプレックス枠）
- 藤子不二雄劇場（日曜朝。『ウルトラB』『オバケのQ太郎』のコンプレックス枠）
- メタルヒーローシリーズ（月曜19:00 - 19:30。当時は『超人機メタルダー』）
- 宇宙船サジタリウス（金曜19:30 - 20:00）

番組として新主題歌の話も持ち上がっていたが、本番組開始により終了が決まった。同番組に代わって土曜19時30分枠で『アニメ80日間世界一周』がスタートした。
本番組の放送枠確保のため『藤子不二雄ワイド』を終了させる必要が生じ、その代替編成として、日曜朝の『藤子不二雄劇場』を『メタルヒーローシリーズ』の放送枠と交換して月曜夜に移行、『藤子不二雄ワールド』（『ウルトラB』『プロゴルファー猿』のコンプレックス枠）を開始。旧来の『藤子不二雄ワイド』の枠は30分に縮小して『エスパー魔美』の単独放送となり、月・火曜の30分枠に藤子アニメを並べる編成に変更された。
また、この番組の影響により、テレビ朝日で平日のアニメ番組が18:50 - 19:20という特殊な放送時間となっていた。当時金曜19時台に編成されていた『ドラえもん』についても同様に18:50 - 19:20に編成された。時間変更に関しては、ドラえもんが「6:50からで、10分得をする!」とアピールするCMが放送された。他にも『つるピカハゲ丸くん』等のアニメ番組がこの影響を受けていた。
朝日放送でもその影響でミニ番組『クイズABC』や京阪電鉄のCM枠（当時は「京阪電車TVインフォメーション」）がその分前倒して放送されていた。
本番組のネット局で唯一、クロスネット局であったテレビ信州は1980年の開局以来ゴールデンタイムの時間帯に曜日ごとに系列を定めて編成する「曜日別縦割り編成」を取っていたこともあり、当初は本番組のネットに難色を示していた。テレビ朝日側の要請もあって結局は本番組をネットすることになったが、これにより曜日別の編成が崩されることとなり、本番組が18時台に移行後も長野朝日放送が開局しテレビ信州が日本テレビ系列のフルネット局になる1991年3月まで番組編成の影響が続いた。

## 出演者
| 期間 | 期間      | メインキャスター | メインキャスター |
| --- | --------- | ---------------- | ---------------- |
| 1987.10.19 | 1989.3.31 | 星野知子         | 朝岡聡1・2       |
| 1989.4.3 | 1989.9.29 | 星野知子         | 高井正憲1・3     |
| - 1 テレビ朝日アナウンサー（当時） - 2 1988年（昭和63年）4月から金曜日の『ニュースステーション』スポーツコーナーも兼任。これは、同年4月から金曜日の『ニュースステーション』の放送開始が23時から22時に繰り上がったため、担当していたスポーツコーナー後任の松井康真（当時テレビ朝日アナウンサー）が同じく金曜日20時に放送していた『ミュージックステーション』サブMCを担当していたことにより、兼任が不可能となったことに伴う。 - 3 本番組の担当に伴い、平日の『ANNニュースライナー』の担当から半年間外れている。 |           |                  |                  |

### その他の出演者
- 首藤信彦
- 黒田清
- 後藤新哉 - 当時『日刊スポーツ』運動部デスク
- 渡辺篤史
- 小西克哉 - 「小西克哉のNews Clip」担当（1989年4月 - 9月）
- 峰竜太 - 「竜太のなぜなの見聞録」担当
- 鈴木ヒロミツ - 「鈴木ヒロミツのアフター5」担当

## 放送時間
| 期間       | 期間      | 放送時間      | 備考 |
| ---------- | --------- | ------------- | --- |
| 1987.10.19 | 1989.3.24 | 19:20 - 20:00 | 巨人戦中継や19時から2時間以上の特番の時は18:30 - 19:00、西武戦・ヤクルト戦中継、ワールドトップ4バレー中継の時は18:50 - 19:30に繰り上げた。 朝日放送（現・ABCテレビ）と広島ホームテレビは、プロ野球のローカル中継を19:30から放送する場合に、19:30前に飛び降り、自局でネットスポンサーのCM・提供クレジット・エンディングを挿入していた。 |
| 1989.3.27  | 1989.3.31 | 18:30 - 19:00 | 19時から期首特別番組編成のため、この期間のみ放送時間を変更。ゴールデンタイム帯放送は、3月24日をもって終了。 |
| 1989.4.3   | 1989.9.29 | 18:00 - 18:50 | 系列局の大半は、ローカルニュース放送のため18:25で飛び降り。なお、朝日放送（現・朝日放送テレビ）のみ「ニュースウェーブABC」を18:20から編成したため、後提供消化後そのまま飛び降りた他、それ以外の一部系列局は18:30飛び降り。 なお、ネットセールス枠は18:20までで（18:19'52にネット枠・後提供クレジット）、これ以降18:30まではノンスポンサー（PT）。系列局では冒頭のタイトルCG後の星野・高井が挨拶する所（挨拶をする部分で系列局が提供クレジットを出すため、ヘッドラインが終了後に名前テロップを出していた）から数分間と18:20以後をローカルセールスに充てて各々でスポンサーが付いていた。 |

## コーナー

### 19時台時代
- データフラッシュ - 金曜
- 竜太の「なぜなの見聞録」

### 18時台時代
- 小西克哉のNews Clip - 18時30分以降の関東ローカル枠にて放送。

## ネット局
開始時から18時台への移行を経た最終回まで、番組後半はローカルセールス枠となっていたため、当初は番組内にローカルニュースを内包可能とする意図もあったと思われる。しかし、19時台では実際にローカルニュースを内包した局はなく、テレビ朝日以外のネット全局が従来通り夕方にローカルワイドニュースを編成していた。また19時台当時は後述の通り、本番組後半の時間帯には朝日放送（ABC）と広島ホームテレビ（HOME）のようにプロ野球のローカル中継を行った系列局も存在する。
18時台へ移行してからは番組枠の前半をネットニュース、後半をローカルニュースとして、テレビ朝日以外の全局が編成していた（詳細は後述）。
ネット局や社名・略称は、放送終了当時のもの。
| 放送対象地域   | 放送局                    | 系列     | 備考               |
| -------------- | ------------------------- | -------- | ------------------ |
| 関東広域圏     | テレビ朝日（ANB）         | ANN      |                    |
| 北海道         | 北海道テレビ（HTB）       | ANN      |                    |
| 宮城県         | 東日本放送（KHB）         | ANN      |                    |
| 福島県         | 福島放送（KFB）           | ANN      |                    |
| 新潟県         | 新潟テレビ21（NT21）      | ANN      | 現在の略称は、UX   |
| 長野県         | テレビ信州（TSB）         | NNN／ANN |                    |
| 静岡県         | 静岡けんみんテレビ（SKT） | ANN      | 現：静岡朝日テレビ |
| 中京広域圏     | 名古屋テレビ（NBN）       | ANN      |                    |
| 近畿広域圏     | 朝日放送（ABC）           | ANN      | 現：朝日放送テレビ |
| 広島県         | 広島ホームテレビ（HOME）  | ANN      |                    |
| 香川県・岡山県 | 瀬戸内海放送（KSB）       | ANN      |                    |
| 福岡県         | 九州朝日放送（KBC）       | ANN      |                    |
| 鹿児島県       | 鹿児島放送（KKB）         | ANN      |                    |

### ネットしていた局で『ニュースシャトル』のタイトルを名乗っていたローカルニュースのタイトル
18時台に移動後、テレビ朝日以外の系列局では従来の18時台ローカルニュース番組との統合という形を取ることになり、局の略称を合わせた番組タイトルに事実上改題されていた
なお、改題された番組タイトルCGは、テレビ朝日が各局ごとに略称タイトルを加えたものを製作し提供。送出時間は厳密に決まっているため、各局が時間に合わせて自動送出し被せていた。
- 福島放送
  - KFBニュースシャトル（1989.4 - 1989.9）
- 新潟テレビ21
  - NT21ニュースシャトル ANN（1989.4 - 1989.9）[10]
- テレビ信州
  - TSBニュースシャトル（1989.4 - 1989.9）
- 静岡けんみんテレビ（現：静岡朝日テレビ）
  - SKTニュースシャトル（1989.4 - 1989.9）
- 瀬戸内海放送
  - KSBニュースシャトル（1989.4.3[11] - 1989.9）
- 広島ホームテレビ
  - HOMEニュースシャトル（1989.4 - 1989.9）
- 名古屋テレビ
  - 名古屋テレビニュースシャトル ANN（1989.4 - 1989.9）

### ネットしていた局で『ニュースシャトル』のタイトルを名乗っていなかったローカルニュースのタイトル
- 北海道テレビ
  - HTBニュースロータリー（1968年11月4日から1990年3月30日まで 18:00→18:25）
- 東日本放送
  - 夕刊ですKHB
- 福島放送
  - KFBニュースレーダー（1989年3月31日まで 18:00）
- 新潟テレビ21
  - ニュースポート21（1987年10月から1989年3月まで 18:00）[10]
- テレビ信州
  - 信州TODAY（1987年10月19日から1989年3月31日まで 18:25）
- 静岡けんみんテレビ
  - けんみんテレビニュースアイ（1987年10月19日から1989年3月31日まで 17:30）
- 名古屋テレビ
  - Nagoya TV ニュース広場（1989年3月まで 18:25→18:45）
- 朝日放送
  - ニュースウェーブABC（18:00→18:42）
- 広島ホームテレビ
  - ニュースファイルHOME（18:00）
- 瀬戸内海放送
  - KSBニュース アットホーム6（1987年10月19日から1989年3月31日まで[11] 18:00 -）
- 九州朝日放送
  - KBCニュースプラザ（1978年4月10日から1989年3月31日まで 18:00）→KBCニュース ハーツトゥハーツ（1989年4月3日から1992年10月2日まで 18:25）
- 鹿児島放送
  - KKBニュース（18:10→18:30）